# Rathaus (Ansbach)
Das Rathaus in Ansbach, einer Stadt in Mittelfranken in Bayern, wurde 1531 errichtet und von 1621 bis 1623 nach Plänen von Valentin Juncker um- und ausgebaut. Das Rathaus am Martin-Luther-Platz 1 ist ein geschütztes Baudenkmal. 
Der viergeschossige Satteldachbau in Ecklage, mit dreigeschossigen getreppten Volutengiebeln wurde in den Jahren 1748, 1792 und 1923/27 verändert bzw. restauriert. An den Traufseiten sind rundbogige Zugänge für die Durchfahrt. Alle Fenster haben profilierte Rahmungen aus Buntsandstein.
Im Erdgeschoss der Giebelseite zum Platz ist eine Apotheke, die ehemalige Hof- und Ratsapotheke, untergebracht.